# وایستون
وایستون (انگلیسی: Visteon) شرکت خودروسازی آمریکایی است، که در سال ۲۰۰۰ تأسیس شد.